# Libercourt
Libercourt – miejscowość i gmina we Francji, w regionie Hauts-de-France, w departamencie Pas-de-Calais.
Według danych na rok 1990 gminę zamieszkiwało 9760 osób, a gęstość zaludnienia wynosiła 1479 osób/km² (wśród 1549 gmin regionu Nord-Pas-de-Calais Libercourt plasuje się na 84. miejscu pod względem liczby ludności, natomiast pod względem powierzchni na miejscu 545.).

## Miasta partnerskie
- Jarocin